# شانيه
شانيه هي قرية لبنانية من قرى قضاء عاليه في محافظة جبل لبنان.
 وإليها ينتسب (أخوت شانيه) الذي أشار على الأمير بشير الشهابي بجر مياه نبع الصفا إلى قصر بيت الدين